# Leoni AG
Die Leoni AG (Eigenschreibweise: LEONI AG) mit Sitz in Nürnberg ist ein ehemals börsennotierter deutscher Hersteller in den Produktgruppen Drähte, Kabel und Bordnetz-Systeme.
Die produzierten Warengruppen sind in zwei Unternehmensbereiche aufgegliedert: „Division Wire & Cable Solutions“ (früher „Draht & Kabel“) sowie „Division Wiring Systems“ (früher „Bordnetz-Systeme“). Die Wurzeln von Leoni reichen bis ins Jahr 1569 zurück, als Anthoni Fournier eine Werkstatt in Nürnberg eröffnete, die Leonische Waren herstellte. Das Stammwerk befindet sich in Roth bei Nürnberg.

## Geschichte
Im Jahr 1569 gründete der aus Frankreich geflüchtete Hugenotte Anthoni Fournier in Nürnberg eine Werkstatt zur Herstellung Leonischer Waren. 1621 eröffneten Fourniers Söhne südlich von Nürnberg weitere Werkstätten zur Herstellung Leonischer Waren. Daraus gingen die Firmen Johann Balthasar Stieber & Sohn, Nürnberg, Johann Philipp Stieber, Roth und die Vereinigte Leonische Fabriken, Nürnberg hervor.

Aktie über 1000 RM der Leonischen Drahtwerke AG vom Juni 1932

1917 schlossen sich diese Unternehmen zusammen und gründeten die Leonische Werke Roth-Nürnberg AG. 1931 folgt die Umfirmierung in Leonische Drahtwerke AG mit Sitz in Nürnberg. 1930 wurde mit der Fertigung von gummiisolierten Leitungen begonnen.

## Entwicklung als Aktiengesellschaft
1999 erfolgte die Umfirmierung in Leoni AG und der Wandlung zur Konzernobergesellschaft mit den drei Gesellschaften: Leoni Draht GmbH & Co. KG, Leoni Kabel GmbH & Co. KG und Leoni Bordnetz-Systeme GmbH & Co. KG. Von Siemens wurden zum 1. Oktober 1999 die Siemens Automobiltechnik Leitungen GmbH & Co. KG und die Siemens Automobiltechnik Komponenten GmbH & Co. KG in Brake (Unterweser) mit 200 Mitarbeitern und 75 Mio. Euro übernommen. Zum gleichen Zeitpunkt wurden ebenfalls von Siemens die Leitungswerk Friesoythe GmbH & Co. KG und die Special Cables & Wires GmbH & Co. KG, beide mit Sitz in Friesoythe, übernommen. Das Werk wurde 2021 an die taiwanesische BizLink Holding Inc. verkauft und firmiert heute unter BizLink Special Cables Germany GmbH.
Im August 2004 teilte Leoni mit, den Kabelspezialisten Klink + Oechsle in Ettlingen rückwirkend zum 1. August 2004 übernommen zu haben. 110 Mitarbeiter machten einen Umsatz von 19 Mio. Euro.
Im Oktober 2005 gründeten Leoni und Studer Cables das Gemeinschaftsunternehmen L+S Transportation Systems (70 % Leoni + 30 % Studer) zur Verkabelung von Schienenfahrzeugen. Im Jahr 2006 übernahm Leoni die Studer Cables AG im schweizerischen Däniken für 105 Mio. Euro. 350 Mitarbeiter realisierten einen Umsatz von 84 Mio. Euro. Zum 31. März 2021 wurde die Leoni Studer AG an deren langjährigen Vorstand Bruno Fankhauser und die Helvetica Capital für 31 Mio. Euro verkauft. Die Gesellschaft heißt jetzt wieder Studer Cables.
Ebenfalls 2006 wurde die Kerpen GmbH & Co. KG in Stolberg mit 610 Mitarbeitern übernommen. Der Umsatz lag bei 100 Mio. Euro. Im März 2021 wurde der Verkauf eines Teils der Leoni Kerpen GmbH an ein Konsortium um den ehemaligen Geschäftsführer David Schlenter zum 1. Juli 2021 bekanntgegeben, der diesen Teil als Kerpen Datacom GmbH weiterbetreiben will. Der Kaufpreis lag bei 937.000 Euro. Ein Teil des Werkes sollte von Leoni bis Ende 2021 für die Produktion von Kabeln für die Öl- und Gasindustrie genutzt werden, um die unrentable Produktion dann aufzugeben. Bei der Flutkatastrophe 2021 wurde das Werk in Stolberg erheblich beschädigt. Die Kerpen Datacom GmbH reklamierte einen Gesamtschaden von 40 Mio. Euro für den erst 14 Tage zuvor übernommenen Werksteil. Leoni erhielt 12,9 Mio. Euro von der Versicherung und aus den Verkaufserlösen für seinen Teil des Werkes. Die Produktion bei der Kerpen Datacom GmbH ist im Herbst 2021 wieder angelaufen. Der Werksteil von Leoni blieb geschlossen.
Im Juli 2007 kaufte Leoni 80 Prozent der Anteile am Silikonkabel-Spezialisten Silitherm im italienischen Monticelli d’Ongina. 50 Mitarbeiter erzielten einen Umsatz von 30 Mio. Euro. Die Firma wurde später an BizLink verkauft und firmiert heute als BizLink Silitherm S.r.l.
Zum Ende des Jahres 2007 kaufte Leoni ca. 90 % der Anteile der Berliner FiberTech GmbH, einem Anbieter von Spezialglasfasern und Faseroptik-Systemen. Die 1999 gegründete FiberTech machte 2007 einen Umsatz von ca. 4,5 Mio. Euro und verstärkte den Bereich Leoni Fiber Optics. Andreas Weinert wird neuer Geschäftsführer. Am 13. Dezember 2021 wurde mitgeteilt, dass Leoni den Bereich Leoni Fiber Optics im Rahmen eines Management-Buy-Outs an den Geschäftsführer Andreas Weinert verkauft. Dessen Firma Weinert Industries AG wird dabei unterstützt von der Thüringer Industriebeteiligungs GmbH und der Mittelständischen Beteiligungsgesellschaft Thüringen. Die verkauften Leoni Fiber Optics GmbH, Leoni Fiber Optics, Inc. und j-Plasma GmbH wurden von Andreas Weinert im Jahr 2001 teilweise selbst gegründet und betreiben heute sechs Standorte in Deutschland (Sonneberg, Berlin, Föritztal-Neuhaus-Schierschnitz (Zentrale), 2 × Jena und Roth), einen in den USA (Williamsburg) und zwei in China (Kowloon und Changshu). Die 300 Mitarbeiter realisierten 2020 einen Umsatz von 50 Mio. Euro.
Anfang 2017 gab Leoni bekannt, dass die BizLink Holding Inc. den Bereich Electrical Appliance Assemblies übernimmt. Dieser Bereich setzt mit 2000 Mitarbeitern 137 Mio. Euro um. Die Werke befinden sich in Deutschland, Belgien, der Slowakei, Serbien und China. Anfang Oktober 2021 des Geschäftsbereiches Industrial Solutions, der in Georgensgmünd, Röttenbach, Schmalkalden und Trenčianska Teplá an das US-amerikanische Unternehmen BizLink bekannt.
Im Januar 2022 machte das Bundeskartellamt Ermittlungen in einem Kabelkartell bekannt und Leoni bestätigte Hausdurchsuchungen. Im März 2022 wurde im Zuge des Ukraine-Kriegs bekannt, dass Leoni dort 7000 Mitarbeiter in zwei Werken zur arbeitsintensiven Herstellung von Kabelbäumen beschäftigt.
Das Unternehmen hat im Mai 2022 angekündigt, die Sparte „Automotive Cable Solutions“ an die thailändische Stark Corp. verkaufen zu wollen. Die Einnahmen sollten ein Bestandteil eines Refinanzierungskonzepts sein und teilweise Verbindlichkeiten bedienen. Mitte Dezember gab Leoni bekannt, dass Stark seine Kaufabsicht zurückgezogen hat.
Von 2019 bis Februar 2024 wurde der Unternehmenssitz in Roth an einen ab 2016 neu errichteten Standort in einem Industriegebiet verlegt. Der bisherige Stammsitz wurde an die Stadt Roth übergeben, die auf dem sieben Hektar großen Gelände ein innenstadtnahes Wohngebiet errichten will. Die Stadt rechnet damit, die Abrissarbeiten Anfang 2025 zu beginnen. Mit dem Bezug könnte 2028 begonnen werden.

### Vorstand
Mit dem für die Division Wiring Systems zuständigen Vorstandsmitglied Frank Hiller unterzeichnete der Aufsichtsrat am 29. Juli 2016 eine Vereinbarung über sein einvernehmliches Ausscheiden aus dem Vorstand zum Jahresende 2016.
Im August 2016 teilte Leoni mit, Opfer eines Chef-Betrugs (CEO Fraud) geworden zu sein, der Schaden soll in etwa 40 Millionen Euro betragen haben.
Im März 2018 wurde mitgeteilt, dass Aldo Kamper, der Vorstandsvorsitzende von Osram Opto Semiconductors, Vorstandsvorsitzender werden soll. Kamper übernahm schon zum 1. September 2018 diesen Posten. Nach einer Gewinnwarnung, womit die erst im Februar 2019 veröffentlichten Jahresziele für 2019 kassiert wurden, verließ CFO Karl Gadesmann das Unternehmen im März 2019.

### Finanzen
Aufgrund der sich dramatisch verschlechternden Situation gab Leoni im Dezember 2019 ein Sanierungsgutachten nach IDW Standard S 6 in Auftrag. Ein im März 2020 auslaufender Schuldschein in Höhe von rund 170 Millionen Euro hätte zur Insolvenz geführt. Das Gutachten bescheinigte eine positive Fortführungsprognose. Aufgrund des Gutachtens erlaubten die Banken eines Konsortialkredits, diesen für die Tilgung des Schuldscheines zu verwenden und somit die Liquiditätskrise abzuwenden. Aufgrund der Wirtschaftskrise im Zuge der COVID-19-Pandemie verschlechterte sich die Lage zusehends. Im April 2020 bürgten daher die Bundesländer Bayern, Niedersachsen und Nordrhein-Westfalen für einen Notkredit in Höhe von 330 Millionen Euro.

### Index
Ab 2002 war die Leoni im MDAX gelistet, im September 2018 rutschte sie in den SDAX ab. Im Dezember 2020 schied die Aktie auch dort aus, wurde aber zwischen März 2021 und Juni 2021 kurzfristig erneut in den SDAX aufgenommen.

## Krise und Übernahme
Die Leoni AG befand sich bereits seit Jahren in einer schwierigen Situation. Im Jahr 2021 begann Stefan Pierer, ein KTM-Anteilseigner (österreichischer Motorradhersteller) und vernetzter ÖVP-Großspender, mit dem Kauf von Leoni-Aktien und wurde mit über 20 % größter Anteilseigner. Der Kaufpreis dieses Aktienpaketes lag bei ca. 70 Mio. Euro. Am 29. März 2023 stürzte der Aktienkurs um 87 Prozent auf 36 Cent ab. Hintergrund des Absturzes war, dass Leoni mit Hilfe des Unternehmensstabilisierungs- und -restrukturierungsgesetzes (StaRUG) saniert werden sollte. Besonderheit ist hierbei, dass nicht die Hauptversammlung über Kapitalmaßnahmen entscheidet, sondern das zuständige Gericht in Nürnberg.
Nach dem vorgelegten Plan erfolgte ein Kapitalschnitt auf null. Damit sinkt der Wert der Altaktien auf null. Nachfolgend wurden neue Aktien für 150 Mio. Euro ausgegeben, die aber nur von Stefan Pierer bzw. seinen Beteiligungsgesellschaften gezeichnet werden konnten. Die Banken und Schuldscheingläubiger verzichteten auf ca. 708 Mio. Euro, erhielten aber im Gegenzug ein „Wertaufholungsinstrument“, das aus zukünftigen Gewinnen der Gesellschaft gespeist werden soll und bei der Ausschüttungshöhe einen (imaginären) Anteil von 45 % am Unternehmen unterstellt.
Eine von den Banken gestellte Zwischenfinanzierung über 60 Mio. Euro wurde aus der zufließenden Summe von 150 Mio. Euro zurückgezahlt. Im Jahresabschluss 2022 der Leoni AG wurden „Sonder“-Abschreibungen von etwas über 500 Mio. Euro eingestellt, die nicht nachvollzogen werden können. Die Kosten des Verfahrens und die Beraterkosten wurden von der Leoni AG getragen.
Leoni ist mit ca. 100.000 Mitarbeitern insbesondere bei der Produktion von Kabelbäumen systemrelevant. Jeder Kabelbaum eines Verbrenner-Fahrzeugs der Mittelklasse wiegt ca. 70 kg und hat eine Kabelgesamtlänge von 2.400 m. Der für Leoni besonders wichtige Kupferpreis lag zum Zeitpunkt der Sanierungsbemühungen unterhalb des kalkulierten Wertes, was eine erfolgreiche Sanierung erheblich erleichtert.
Im Januar 2023 wurde mitgeteilt, dass Aldo Kamper das Unternehmen Ende März 2023 verlassen wird. Zum Zeitpunkt der Veröffentlichung dieser Mitteilung hatte Aldo Kamper das Unternehmen faktisch bereits verlassen.
Nach Abschluss der Sanierung hat Hans-Joachim Ziems den Vorstand planmäßig zum 30. Juni 2023 verlassen.
Am Vormittag des 17. August 2023 wurde der Gerichtsentscheid des Restrukturierungsgerichts Nürnberg ins Handelsregister eingetragen. Der Aktienhandel an den Börsen in Frankfurt und München wurde im Laufe des Tages eingestellt. Damit wurde Stefan Pierer bzw. seine Beteiligungs-Gesellschaften Alleineigentümer der Leoni AG. Alle übrigen Aktionäre verloren dabei entschädigungslos ihre Anteile. Die Deutsche Schutzvereinigung für Wertpapierbesitz e. V. sieht darin eine „Enteignung“ der Kleinaktionäre. Eine Beschwerde beim Bundesverfassungsgericht wurde nicht zugelassen.
Im September 2024 verkaufte Stefan Pierer 50,1 % des Unternehmens für 205 Mio. Euro an die chinesische Unternehmensgruppe Luxshare. Eine Luxshare-Tochtergesellschaft übernimmt zudem 100 % des Leoni-Geschäftsbereichs Automotive Cable Solutions (ACS) für 320 Mio. Euro.

## Akquisitionen/Joint Venture
- 3. Februar 2000: Lucas Rists Wiring Systems von der amerikanischen TRW-Gruppe
- 23. Juli 2001: Intedis GmbH & Co. KG (zusammen mit Hella KGaA Hueck & Co.)
- 1. Juli 2005: neumatic Elektronik + Kabeltechnik GmbH & Co. KG
- 16. Oktober 2007: Übernahme des Bordnetzgeschäftes von Valeo (Valeo Connectivity Systems)
- 15. Februar 2017: Mehrheitsübernahme der Adaptricity AG[44]